# Задня
За́дня (рос. Задняя) — присілок у складі Тотемського району Вологодської області, Росія. Входить до складу П'ятовського сільського поселення.

## Населення
Населення — 438 осіб (2010; 520 у 2002).
Національний склад (станом на 2002 рік):
- росіяни — 97 %